# Acolia
Per acolia (dal greco antico ἄχολος, "senza bile") si indica l'assenza di bile nell'organismo o l'impossibilità di utilizzarla per i processi digestivi. La sua manifestazione più evidente è l'emissione di feci bianche, dovuta alla mancanza della stercobilina, prodotto pigmentato del naturale processo di degradazione della bile. Se la bile non è assente del tutto nelle feci ma è in quantità molto carenti, si parla di ipocolia.
La bile che non riesce a essere escreta viene riassorbita nel sangue; ciò provoca l'ingiallimento della cute (ittero) e un prurito generalizzato. Se non trattato tempestivamente, l'eccesso di bile che ne consegue provoca emorragie della cute e delle mucose e, successivamente, segni neurologici come delirio e coma.

## Eziologia
Le cause più frequenti di acolia sono l'epatite alcolica, la colangite biliare primitiva (allo stadio avanzato di cirrosi), alcune intossicazioni da farmaci, forme gravi di epatite virale e l'ostruzione delle vie biliari; quest'ultima ha per cause più comuni la calcolosi biliare, la presenza di cisti o di tumori benigni del fegato o del pancreas, la stenosi biliare, la colangite sclerosante primitiva e alterazioni nella struttura delle vie biliari presenti congenitamente, generalmente inserite nel quadro clinico di una malattia genetica multisistemica.